# Amoenodochium humicola
Amoenodochium humicola är en svampart som beskrevs av Peláez & R.F. Castañeda 1996. Amoenodochium humicola ingår i släktet Amoenodochium, divisionen sporsäcksvampar och riket svampar.   Inga underarter finns listade i Catalogue of Life.